# 크리스마스섬 전투
크리스마스섬 전투는 제2차 세계 대전 기간인 1942년 3월 31일 시작된 소규모 전투이다. 영국령 인도 육군 병사들이 영국군 장교에 대항해 반란을 일으켜 일본 제국 육군은 육상 저항 없이 크리스마스섬을 점령했다. 전투 도중 미국 해군의 잠수함인 USS 시울프가 일본 제국 해군의 경순양함 나카를 어뢰로 공격하여 큰 피해를 주었다.

## 배경

크리스마스섬을 포함한 인도양 동부 지도. 크리스마스섬은 빨강 동그라미 안에 있다.

당시 크리스마스섬은 자와섬으로부터 남쪽으로 161 해리(약 298 km) 떨어진 곳에 있는 섬으로 영국의 식민지인 해협식민지 행정부 통치 하에 있었다. 크리스마스섬은 두 가지 중요한 점이 있었는데 하나는 동인도양을 통제할 수 있는 완벽한 지역이었고 일본의 산업능력에 필요한 인산염이 다수 매장되어 있었다는 것이다. 1900년대부터 크리스마스섬에서 인산염을 채굴하기 시작했고 전투가 일어날 당시에는 1,000여명의 중국인과 말레이인이 소규모 영국인 감독단의 감독 아래 채굴 노동을 하고 있었다. 또한 섬에 여성 100명과 어린이 200명도 거주하고 있었다.
1942년 일본군이 자와섬을 점령하자 대본영은 크리스마스섬의 침공과 점령에 관한 작전은 "X 작전" 시행을 명령하였다. 소좌 니시무라 쇼지가 남방군 제2함대를 지휘하고 경순양함 나카를 기함으로 두었다. 또한 경순양함 나가라, 나토리, 구축함 미네구모, 나쓰구모, 아마쓰카제, 하쓰카제, 사쓰키, 미나즈키, 후미즈키나가쓰키, 유조선 아케보노마루, 수송선 기미시마마루, 구마가와마루를 준비했으며, 병력 제21, 제24 특별육전대 및 제102공병부대원 850명도 동원하였다.
일본 침공군에 대항할 크리스마스섬의 방어군은 1900년 제작하여 1940년 크리스마스섬에 배치한 6인치 포였다. 또한 홍콩과 싱가포르 왕립 포병대 영국군 주둔분견군으로 32명의 병력이 배치되었다. 이 분견대는 영구군 장교인 대위 L. W. T. 윌리엄스가 지휘했는데 윌리엄스의 부대는 인도인 장교 수바다르 무자파르 칸, 펀자브인 인도계 포병 사병과 부사관 27명, 영국군 4명으로 구성되었다.
펀자브인 부대는 일본이 영국이 지배하는 인도를 해방시킬 것이라는 선전을 믿고 현지 시크교도 경찰의 암묵적인 지지를 받아 반란을 일으켰다. 3월 11일 펀자브계 부대원은 지휘관 윌리엄스와 자일스, 크록스 병장과 서굿, 테이트 사병 등 영국군 병사 4명을 살해하고 시신을 바다에 던저 유기했다. 이후 섬의 지방 공무원들과 유럽계 거주민을 감금한 후 일본의 점령으로 사실상 사형 집행이 무효화되길 기다렸다.

## 전투
1942년 3월 31일 새벽, 일본군 폭격기 12기가 공격을 개시해 라디오 방송국을 파괴했다. 반란군은 850명의 일본군이 상륙하기 전 백기를 들고 항복할 뜻을 보였다. 일본군은 플라잉피시코브에 저항 없이 상륙하였다.
같은 날 오전 9시 49분, 미국 해군의 잠수함인 USS 시울프가 경순양함 나카를 향해 총 4방의 어뢰를 발사했으나 전부 빗나갔다. 다음 날 아침 6시 50분에는 시울프가 나토리에 3방의 어뢰를 발사했으나 또 다시 전부 빗나갔다. 그 날 저녁에는 시울프가 1,000 m 거리에서 나카를 향해 어뢰 2방을 발사했고, 이 어뢰가 나카의 우현에 있는 1번 보일러실 근처에 명중하였다. 나토리는 싱가포르까지 견인되어야 할 정도로 심각한 손상을 입었고, 결국 일본 본토로 가서 1년간 수리를 받아야 했다. 이후 다른 일본군 함정들이 미군 잠수함을 잡기 위해 폭뢰를 사용하며 9시간 넘게 추격했으나 잠수함 시울프는 탈출하는 데 성공한다.
1942년 4월 3일, 경순양함 나토리가 주둔군 20명을 제외한 전 병력을 인도네시아 반텐만으로 철수시켰다. 철수 당시 일본군은 수송선을 동원해 인산염을 수송하였다.

## 여파
점령 이후 일본 주둔군은 중국인과 말레이인을 동원하러 시도했으나 많은 이들이 내륙으로 도망쳐 육지로 이주하였다. 반란군들은 창고 청소 일을 하는 노동자로 동원되었다. 1942년 11월 17일 일본군의 수송선 니세이마루가 선창에서 하역 작업을 하던 도중 미군 잠수함 USS 시어벤에게 격침당하면서 크리스마스섬의 인산염 생산이 완전히 중지되었다. 1943년 12월까지 유럽인 포로를 포함한 섬 인구의 60% 이상이 자와섬 본토로 이주하였다. 이후 전쟁 기간 크리스마스섬에서는 별 다른 충돌이 없다 일본이 항복한 전후 1945년 10월 중순 영국군이 크리스마스섬을 다시 점령하였다.
전후 싱가포르에서 반란을 일으켰던 펀자브 군인 7명이 군법재판에 회부되었다. 최초로 신원을 확인하고 재판을 받은 6명은 1947년 3월 13일 전원 유죄 판결을 받았다. 5명은 사형을 선고받았고 1명은 2년 징역형 및 불명예제대되었다. 영국의 국왕 조지 6세는 1947년 8월 13일 사형 선고를 확정하였다. 하지만 곧바로 영국령 인도가 붕괴되고 인도가 분할 독립하면서 외교적인 문제도 고려해야 했다. 1947년 10월에는 7번째 반란자를 발견하여 군법재판에 회부해 사형을 선고받았다. 8번째 병사도 반란에 가담한 것을 확인했으나 잡히진 않았다. 1947년 12월 8일에는 인도, 파키스탄 정부의 항소를 통해 종신형으로 감형되었다. 영국과 파키스탄 사이 반란군의 형량에 대한 분쟁이 지속되다 영국이 6명의 종신형 죄수를 1955년 6월 파키스탄으로 이송하기로 결정하면서 끝나게 되었다.

## 같이 보기
- 코코스섬 반란

## 참고 문헌
- Bertke, Donald A.; Smith, Gordon; Kindell, Don (2014). 《World War II Sea War, Vol 7: The Allies Strike Back》. Dayton, Ohio: Bertke Publications. ISBN 978-1-93747-011-1.
- Blair, Clay (1976). 《Silent Victory: The U. S. Submarine War Against Japan》. New York: Bantam. ISBN 978-0-55301-050-3.
- Gill, G. Hermon (1968). 《Volume II – Royal Australian Navy, 1942–1945》. Australia in the War of 1939–1945. Canberra: Australian War Memorial. 2006년 11월 20일에 확인함.
- Hara, Tameichi; Roger Pineau (2013).  Fred Saito, 편집. 《Japanese Destroyer Captain》. Naval Institute Press. ISBN 978-1-61251-374-4.
- Woodmore, F.P. (1996). 《Christmas Island Explorer's Guide》. Christmas Island: Lone Island Publications. ISBN 0-646-24998-3.